# بيتر إل. بنسون
بيتر إل. بنسون (بالإنجليزية: Peter L. Benson)‏ هو عالم نفس أمريكي، ولد في 2 مايو 1946 في دولوث في الولايات المتحدة، وتوفي في 2 أكتوبر 2011 في منيابولس في الولايات المتحدة.